# Star Chef
 (janvier 2025).
Star Chef est une émission télévisée gabonaise diffusée sur une vingtaine de chaînes nationales de l'espace francophone africain, ainsi que par Télésud et VoxAfrica.
Il s'agit d'une téléréalité culinaire dont la première diffusion remonte au 10 mars 2011.
Lors de sa première saison, le chef camerounais Christian Abégan a sélectionné cinq candidats (une femme et quatre hommes) pour cette compétition récompensée par un prix de deux millions de francs CFA.